# Bembrops raneyi
Bembrops raneyi is een straalvinnige vissensoort uit de familie van baarszalmen (Percophidae). De wetenschappelijke naam van de soort is voor het eerst geldig gepubliceerd in 1998 door Thompson & Suttkus.
Het holotype werd in 1957 gevangen in de Atlantische Oceaan (23° 59' N, 79° 43' W, 640 m diep).
De soort komt voor in de Atlantische Oceaan rond de Bahama's, op een diepte van 500 m. De soortnaam is een eerbetoon aan Edward C. Raney (1909-1984), een Amerikaans ichtyoloog en hoogleraar aan de Cornell-universiteit.
De standaardlengte varieert van 69 tot 176 millimeter.